# 陳慧琳
陳 慧琳 （ケリー・チャン、Kelly Chen、本名：陳慧汶、1973年9月13日 -）は、香港の歌手、女優。広東語・普通話（標準中国語）・英語を話せ、日本語も少し話せる。歌手の陳司翰（ビクター・チャン）は弟。

## 人物

### 経歴
宝石商の父の元に生まれ、高校時代は神戸市のインターナショナルスクール、「カナディアン・アカデミー」で学んだため、日本語が少し話せる。卒業後はニューヨークのパーソンズ美術大学でデザインを学んだ。
パーソンズ美術大学を卒業し1994年に香港へ戻る。友人が経営するプロダクションからオーディションをいくつか受けることを薦められ、ジャッキー・チュンのミュージック・ビデオや上海でのCMに出演する。1995年、アーロン・クオックと共に主演した『仙楽飄飄 (Whatever Will Be, Will Be)』で映画デビューを果たすと同時に、映画のサウンドトラックで歌手としてのキャリアも歩み始めることとなる。その後、同年リリースされた初の広東語によるアルバム、『酔迷情人 (Dedicated Lover)』の香港でのヒットで、女優および歌手としてのキャリアを確かなものにする。
1996年、金城武と『世界の涯てに (原題：天涯海角, Lost and Found)』で共演。また同年、日本でシングル『旅人（為自己作証）』（スピッツのカバー）を発表。この年を初めとして、後に日本および日本人と接点のある作品に多く係わるようになる。
1997年、資生堂「ピエヌ」のテレビCMで、中谷美紀や緒川たまきと共演。日本人俳優たちとの共演も多く、1999年には、フジテレビ系の連続テレビドラマ「鬼の棲家」に出演し深田恭子と共演している。映画『東京攻略』（2000年）では仲村トオル、阿部寛、遠藤久美子らと、『冷静と情熱のあいだ』（2001年）では、竹野内豊と共演している。金城武とは『アンナ・マデリーナ（原題：安娜瑪徳蓮娜）』（1998年）、『ラベンダー（原題：薫衣草）』（2000年）でも共演した。
日本の歌のカバーも多く、ジュディ・オングの『魅せられて』をカバーした『女人就是戀愛』、宇多田ヒカルの『Automatic』をカバーした『情不自禁』、小柳ゆきの『be alive』をカバーした『留座』、河村隆一作曲の『嚴重』、『ドラえもん』のテーマソング（香港のテレビ局・TVBで放映された広東語版）などがある。
フジテレビ系列『笑っていいとも』にも、プロモーションの来日時にも何度か出演している。
2005年には、韓国ドラマ『大長今（邦題：宮廷女官チャングムの誓い）』の主題歌を、広東語版、北京語で歌った『希望 (Hope)』が大ヒットした。この曲はTVB 8（北京語チャンネル）のミュージック・アワードで、3つの賞を獲得している。
2008年6月18日、16年の交際を経て実業家の恋人・劉建浩(Alex Lau)と結婚する事をLove Fightersコンサートの最終日に発表した。
2009年7月10日、香港のCANOSSA HOSPITAL （嘉諾撒醫院）で約6ポンドの男児を出産。英語名はチェイス、愛称は「蝦餃子」。
2012年3月21日、次男となる約6.5ポンドの男児（ライリー）を出産。英語名はライリー、愛称は「小龍包」。
2023年、香港政府観光局が展開する「Hello Hong Kong」キャンペーンの観光プロモーション動画に、アーロン・クオック、サミー・チェンなどと共に起用された。

### ワールド・ツアー
ワールド・ツアーにも何度か挑戦している。1998年、オーストラリアを皮切りにワールド・ツアーを行う。この同じ年、台湾では10ヶ所の学校を回り、学生に向けて歌を披露している。2001年には「ペーズリー・ギャラクシー・ワールド・ツアー (Paisley Galaxy World Tour)」と題し、シンガポールを皮切りにアメリカ・カナダを回り、中国国内で幕を閉じるツアーを成功させた。
「ロスト・イン・パラダイス (Lost in Paradise)」ツアーを、2005年にアジアで、2006年にアメリカで行っている。このワールド・ツアーは、35曲を含む3時間近いコンサートとなった。このツアー中ラスベガス公演では、台湾のF4のメンバー、ヴァネス・ウーがゲスト参加している。

### 大使としての役割
ケリーはショー・ビジネスのほか、「香港親善大使 (Hong Kong Goodwill Ambassador)」、「香港環境保護大使 (Hong Kong Ambassador of Environment to promote environmental protection)」、「香港赤十字大使 (Hong Kong Red Cross)」、「ユニセフ親善大使 (The Honorable China Children's Health Ambassador)」など、香港を代表する顔としても多く活躍している。
最近では香港青年商工会の「創意創業大使 (Innovative entrepreneur Ambassdor 2007)」を任命されると同時に、主題歌も歌っている。

## ディスコグラフィー
1995年
- 仙楽飄飄　（映画のサウンドトラックアルバム）
- 打開天空　（ダニエル・チャン陳暁東、レイ・チャン陳建穎、邱穎欣ジョイス・ヤウとのジョイントアルバム）
- 酔迷情人　（広東語、デビューアルバム）

1996年
- とまどい 我不以為　 I Don't Think So（北京語デビューアルバム） KTCM-1044
- 風花雪　Wind, Flower, Snow（広東語アルバム）KTCM-1051
- 誰願放手精選十七首　Who Wish To Let Go 17 Greatest Hits （ベストアルバム）
- 旅人（為自己作証） (広東語 12mm Single) KTDM-1002

1997年
- はじまりはずるい朝 (日本語 12mm Single) KTDM-1004
- 星夢情真　Starry Dreams of Love （広東語アルバム）
- 星夢情真演唱會　（ソロコンサートライブアルバム）
- 體會　Insight （北京語アルバム）
- ケリーズ・ベスト・コレクション Kelly's Best　Collection(1997) KTCM-1082
- 一齣戯　A Movie （広東語アルバム）

1998年
- Lover's Concerto　情人選
- 拉闊音楽會　（許志安とのジョイントコンサートライブアルバム）
- 你不一樣　You Are Unique  （北京語アルバム）
- 花木蘭 Mulan（「ムーラン」サウンドトラックアルバム）
- 心不設防　Heart Unguarded （北京語ベスト）
- ベスト・オブ・ケリー・チャン Best of Kelly Chen　（ベストアルバム）
- Da De Dum - 我失恋　（広東語アルバム） POCP-7356
- 残された炎 (日本語 12mm Single) PODP-1140
- 愛我不愛 - Love Me Yes, Love Me Not

1999年
- 恋愛情色　Kelly & The Cyber Band（新曲+ベストアルバム）
- 継続愛我　Don't Stop Loving Me （広東語アルバム）
- 愛我不愛(2nd Edition)　Love Me Yes, Love Me Not(2nd Edition)（北京語アルバム）
- 真感覚　True Feelings （広東語アルバム）
- ラヴ・ケリー　Love Kelly（北京語ベストアルバム）POCP-7424
- 行雷閃電　Rave （舞台劇サウンドトラックアルバム）
- 星夢情真演唱會 - Karaoke Star Dream True Love Concert

2000年
- 大日子  The Big Day
- 初恋o拿o査麺　（初恋o拿o査麺サウンドトラックアルバム）
- Kelly Chen Collection 95-00
- 花花宇宙　Paisley Galaxy （広東語アルバム）
- Loving What You Love　（北京語アルバム）
- 花花宇宙演唱会
- 903 id Club Live in Concert
- Go East 5th Anniversary in Concert
- 愛你愛的Loving What You Love (北京語)
- 不得了 Single

2001年
- Lavender Music Collection
- Kelly Chen BPM Dance Collection　（ケリーBPMダンスコレクション）
- In the party  (広東語)
- 飛吧　-Fly  (北京語)
- アスク (日本語 12cm Single) POCE-3001

2002年
- Ask Kelly (広東語)
- Grace (日本語フルアルバム) POCE-3002
- 陳慧琳唱遊小時候　Little Kelly (広東語)
- Live in Concert
- 飛天舞會 Dynacarnival (広東語)
- 陳慧琳最愛我主題曲Be Loved (ベストアルバム）
- Kelly Dynacarnival - 2002 Concert
- Baby Cat (広東語)
- 愛情來了Love is coming (北京語)
- 閃亮每一天 Shining Colourful （北京語新曲+ベストアルバム）

2003年
- 陳慧琳　-Red　（新曲+ベストアルバム）
- 愛 (広東語)
- 陳慧琳　（Best Collection）SACD
- 風花雪 DSD
- 醉迷情人 DSD
- 愛情來了影音精選集
- 誰願放手精選十七首 DSD
- 戀愛情色 （新曲+ベストアルバム） DSD
- Kelly Dynacarnial 2002 陳慧琳飛天舞會演唱會
- 心口不一 - You Don't Mean It　（北京語アルバム）

2004年
- Grace and Charm - Kelly Chen (広東語)
- Stylish Index (広東語)
- Kelly Stylish Index (2 nd edition)

2005年
- Kelly Chen“Grace and Charm (2nd Edition)
- 我是陽光的 Eternal Sunshine(北京語)
- 陳慧琳紙醉金迷演唱會 Kelly Chen Lost In Paradise Live cd

2006年
- Happy Girl(広東語)
- Especial Kelly (新曲+ベストアルバム)

2008年
- Kellylicious(広東語)

2010年
- 微光 Chasingdreams(北京語)

2013年
- Reflection(広東語)

2016年
- And Then

## 出演

### 映画
以下、「邦題」原題 英語題（監督名）
1995年
- 仙樂飄飄 Whatever Will Be, Will Be（ジェイコブ・チャン監督）

1996年
- 麻麻帆帆 The Age of Miracles（ピーター・チャン監督）
- 「世界の涯てに（中国語版）」天涯海角 Lost and Found（リー・チーガイ監督）

1997年
- 「チャイニーズ・ゴースト・ストーリー スーシン」小倩 A Chinese Ghost Story - 声の出演（アニメ作品）

1998年
- 「アンナ・マデリーナ」安娜瑪德蓮娜 Anna Magdalena（ハイ・チョンマン監督）
- 「ムーラン」Mulan - アメリカ映画（アニメ作品）の中国語版吹替
- 「ヴァーチャル・シャドー 幻影特攻」幻影特攻 Hot War（ジングル・マ監督）

1999年
- 「わすれな草」半支煙 Half Cigarette / Metade Fumaca / Down in Smoke（イップ・カムハン監督）

2000年
- 「東京攻略」東京攻略 Tokyo Raiders（ジングル・マ監督）
- 小親親 And I Hate You So（イー・チュンマン監督）
- 「ラベンダー」薰衣草 Lavender（イップ・カムハン監督）

2001年
- 「初恋メリーゴーラウンド」初戀o拿o査麵 Merry-Go-Round（トーマス・チョウ監督）
- 「東京★ざんすっ」 - 日本映画（短編オムニバス作品）の監督
- 「冷静と情熱のあいだ」（中江功監督） - 日本映画

2002年
- 「パワーパフガールズ・ムービー」The Powerpuff Girls - アメリカ映画（アニメ作品）の中国語版吹替
- 「インファナル・アフェア」無間道 Infernal Affairs（アンドリュー・ラウ、アラン・マック監督）

2003年
- 「インファナル・アフェアIII　終極無間」無間道 III Infernal Affairs III（アンドリュー・ラウ、アラン・マック監督）

2004年
- 「ブレイキング・ニュース」大事件 Breaking News（ジョニー・トー監督）
- 我要做Model Super Model（ヴィンセント・コク監督）

2006年
- 春田花花同學會 McDull, The Alumni（サムソン・チウ監督）

2007年
- 心想事成 It's a Wonderful Life（ロナルド・チェン監督）

2008年
- 「エンプレス/運命の戦い」江山美人 An Empress and the Warriors（チン・シウトン監督）

2012年
- 八星抱喜 All's Well End's Well 2012

2013年
- 迷離夜 Tales from the Dark

2014年
- 「モンキー・マジック 孫悟空誕生」 西遊記之大鬧天宮 The Monkey King（ソイ・チェン監督）
- 盜馬記 Horseplay

2015年
- 浮華宴

2016年
- 「西遊記 孫悟空vs白骨夫人」 西遊記之孫悟空三打白骨精 The Monkey King 2（ソイ・チェン監督）

### ライブツアー
- 1997: Wind, Flower, Snow Concert
- 1997-1998: Starry Dream of Love World Tour
- 1998-1999: Deep Impact Taiwan Tour
- 2000-2001: Paisley Galaxy World Tour
- 2002-2003: Dynacarnival World Tour
- 2004-2006: Lost in paradise World Tour
- 2008: Love Fighters Concert
- 2015-2016:  Kelly Let's Celebrate World Tour

### テレビドラマ
- 鬼の棲家（1999年、フジテレビ）- リー 役
- 非婚家族（2001年、フジテレビ）- 本人役

### CM
- 資生堂「ピエヌ」
- アラガン「コンセプトF」
- シチズン「XC」
- J-PHONE（デジタルツーカー）九州
- 花王「AUBE」
- エキサイト
- サッポロビール「黒ラベル」
- サントリー「マドンナ」
- JT「飲茶楼 彩美茶」